# Гюссинг (округ)

Картосхема Бургенланда. Аббревиатуры штатутарштадта Айзенштадт (E), штатутарштадта Руст (RU) и политических округов Бургенланда (Гюссинг — GS).
NUTS-регионы Бургенланда:

Гюссинг (нем. Bezirk Güssing) — округ в Австрии. Центр округа — город Гюссинг. Округ входит в федеральную землю Бургенланд. Занимает площадь 485,44  км² (2001). Население 26 248 чел.

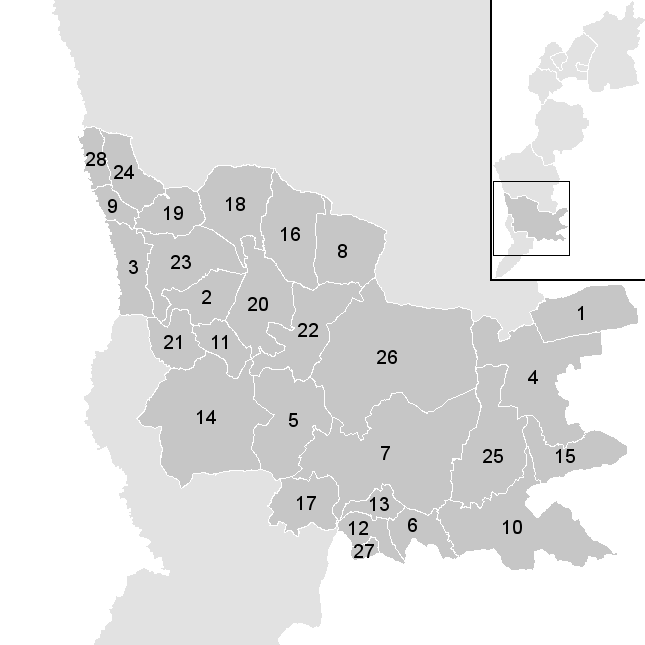
Общины политического округа Гюссинг

## Административные подразделения
В административном отношении политический округ Гюссинг поделён на 28 политических общин, включая одну городскую, восемь ярмарочных и 19 сельских.

### Политические общины

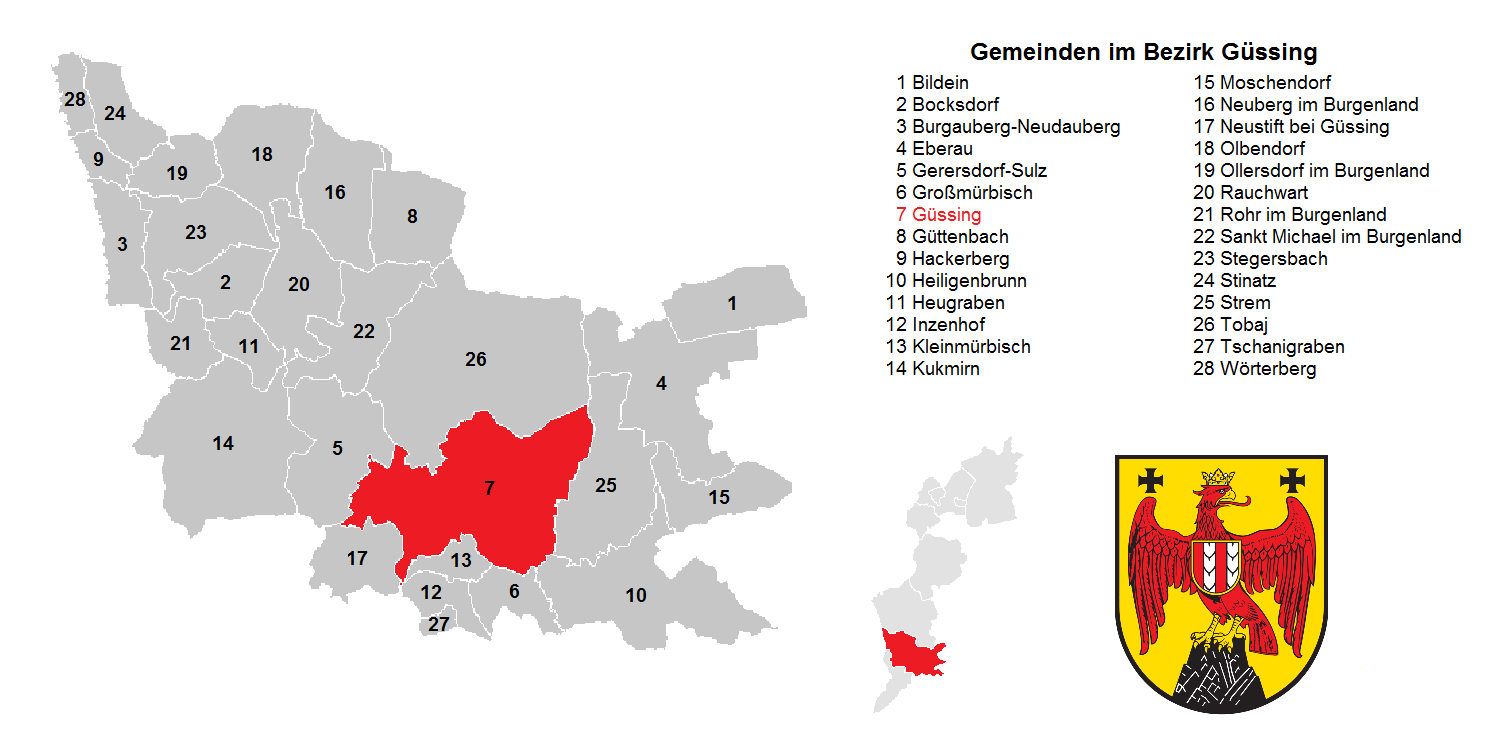
Политический округ Гюссинг

1. Бильдайн
2. Боксдорф
3. Бургауберг-Нойдауберг
4. Вёртерберг
5. Герерсдорф-Зульц
6. Гросмюрбиш
7. Гюссинг
8. Гюттенбах
9. Инценхоф
10. Клайнмюрбиш
11. Кукмирн
12. Мошендорф
13. Нойберг-им-Бургенланд
14. Нойштифт-бай-Гюссинг
15. Оллерсдорф-им-Бургенланд
16. Ольбендорф
17. Раухварт
18. Рор-им-Бургенланд
19. Санкт-Михаэль-им-Бургенланд
20. Тобай
21. Хайлигенбрунн
22. Хаккерберг
23. Хойграбен
24. Чаниграбен
25. Штегерсбах
26. Штинац
27. Штрем
28. Эберау

### Ортшафты (населённые пункты и поселения)
1. Айзенхюттль
2. Бильдайн
3. Боксдорф
4. Бургауберг
5. Вёртерберг
6. Герерсдорф
7. Глазинг
8. Гросмюрбиш
9. Гюссинг
10. Гюттенбах
11. Зульц-им-Бургенланд
12. Инценхоф
13. Клайнмюрбиш
14. Кукмирн
15. Мошендорф
16. Нойдауберг
17. Нойзидль-бай-Гюссинг
18. Нойберг-им-Бургенланд
19. Нойштифт-бай-Гюссинг
20. Оллерсдорф-им-Бургенланд
21. Ольбендорф
22. Раухварт
23. Рор-им-Бургенланд
24. Санкт-Михаэль-им-Бургенланд
25. Санкт-Николаус
26. Тобай
27. Хайлигенбрунн
28. Хаккерберг
29. Хойграбен
30. Чаниграбен
31. Штайнграбен
32. Штегерсбах
33. Штинац
34. Штрем
35. Эберау